# Ultrabook

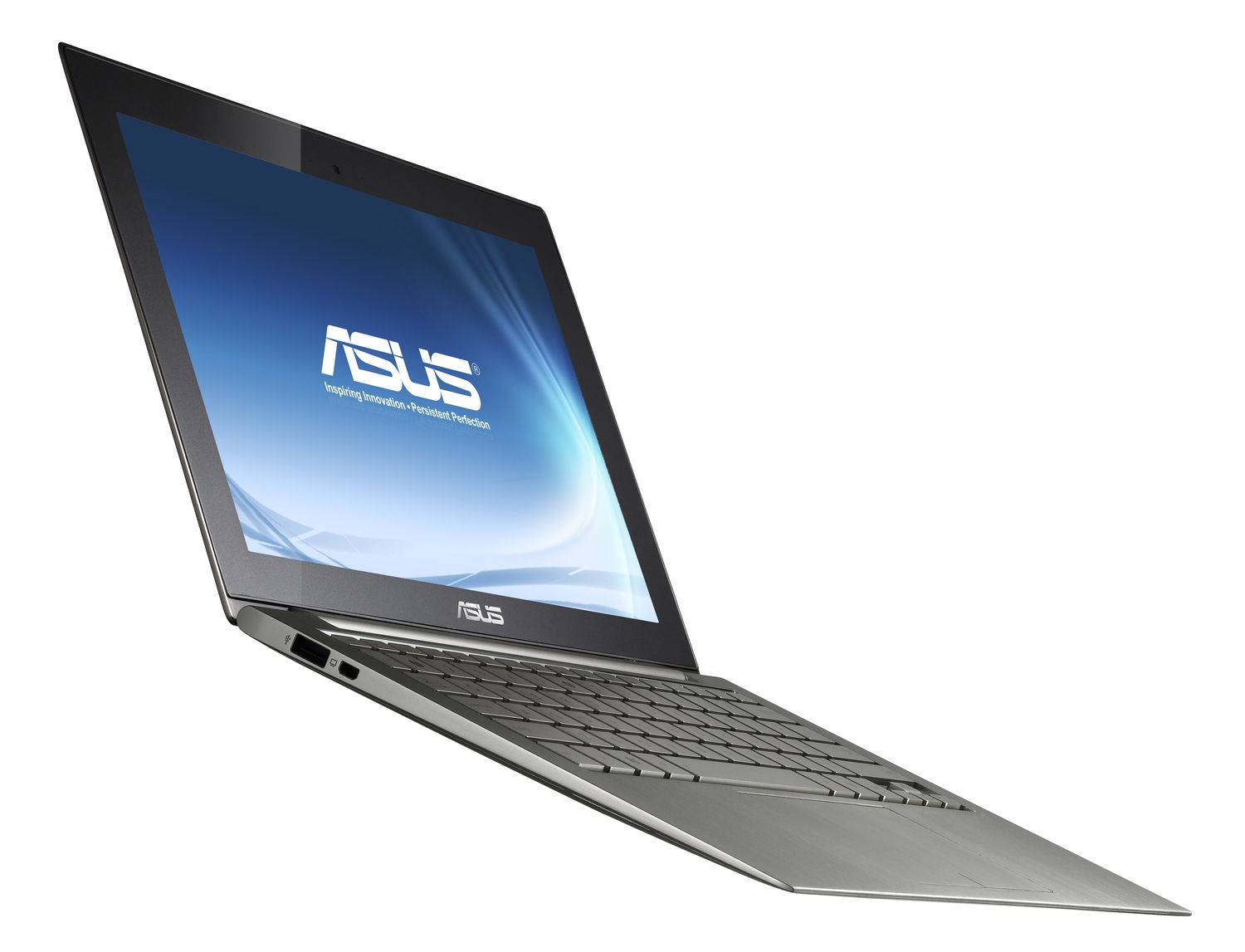
Asus Zenbook UX21 Ultrabook

Ultrabook（ウルトラブック）は、インテルが2011年に提唱した、薄型軽量PCのカテゴリである。主に薄型軽量のノートPCや2in1PC、コンバーチブルPCなどがUltrabookの認定を受けている。認定を受けたPCはUltrabookのロゴシールが貼付される。また、マイクロソフトは規格の制定には直接関わっていないが、OSには通常最新のWindowsが搭載される。
インテルでは日本語の文章内でも原則Ultrabookの表記にカタカナ（「ウルトラブック」）を用いない。

## 概要
アジア最大規模のパソコン見本市である COMPUTEX TAIPEI 2011で、その概要が発表された。インテルでは、Ultrabookを「現在のノートブックPCとタブレット機器の性能や機能を兼ね備え、薄型軽量で洗練されたデザインでありながら、極めて高い応答性とセキュリティー機能を実現」するノートパソコンであるとしている。インテルでは、同社の投資部門であるインテルキャピタルを通じ、Ultrabookの技術革新のために3億ドルの基金も設立した。
Ultrabook準拠のノートPCは、2011年秋頃から発売された。当初は、Sandy Bridgeマイクロアーキテクチャを採用。以降、新しいCore iプロセッサーが登場するごとにUltrabookの要件も更新され、新しいプロセッサーを搭載したUltrabookが発売されている。
第3世代Ultrabookに搭載されたHaswellは、Ultrabookへ最適化されたプロセッサとされており、消費電力を従来製品の約半分に低減し、大きくバッテリー駆動時間を伸ばすとされた。さらに2018年に発売されたKabylake-Rは、従来のデュアルコアからクアッドコアに強化され、Ultrabookの性能を大きく向上させた。

## 要件
インテルでは、Ultrabookの要件を世代ごとに以下のように定めている。

### 第1世代
- 第2世代Core iシリーズプロセッサ(Sandy Bridge)の超低電圧版を搭載。
- 厚みは14型以上の場合は21mm以下、14型未満の場合は18mm以下。
- 5時間以上のバッテリー駆動時間。8時間以上奨励。
- Intel Rapid Start Technologyなどの実装による、ハイバネーション状態からの7秒以内の復帰。
- Wi-Fi 機能の搭載。
- Intel Anti-Theft Technology・Intel Identity Protection Technologyの搭載。

### 第2世代
- 第3世代Core iシリーズプロセッサ(Ivy Bridge)の超低電圧版を搭載。
- 厚みは14型以上の場合は21mm以下、14型未満の場合は18mm以下。コンバーチブル型の場合は23mm以下。
- Intel Smart Connect Technologyの搭載。
- USB 3.0または、Thunderbolt端子の搭載。
- 最低80MB/sのストレージ読み取り性能。
- その他の要件は第1世代と同一である。

### 第3世代
- 第4世代Core iシリーズプロセッサ(Haswell)のUシリーズ・Yシリーズを搭載。
- 本体の厚みの上限を23mm以下へと緩和・統一。
- 動画（HD画質）の連続再生6時間以上およびWindows 8のアイドル状態維持9時間以上のバッテリー性能。
- ハイバネーション状態からの3秒以内の復帰。
- マルチタッチ対応ディスプレイ。
- 音声認識機能の搭載。
- Intel Wireless Display(WiDi)機能の搭載。
- その他の要件は第2世代と同一である。

### 第4世代以降
要件は存在するものの、ベンダーにしか公開されていない。Ultrabookを示すロゴシールは第4世代以降も貼り付けられている。
理由として要件の複雑化が挙げられており、第3世代以前の要件とは大きく異なっている。

## 主な参入メーカー
- パナソニック - Let's note AXシリーズ、MXシリーズ、RZシリーズ
- Acer - Aspire Sシリーズ、Aspire Mシリーズ
- ASUS - ZENBOOKシリーズ、TAICHIシリーズ、S56シリーズ
- デル - XPSシリーズ
- 富士通 - LIFEBOOK TH・UHシリーズ、CH(Floral Kiss)シリーズ、ARROWS Tab QH・Qシリーズ
- ヒューレット・パッカード - ENVYシリーズ
- レノボ - IdeaPad Yogaシリーズ、Uシリーズ、ThinkPad X1 Carbonシリーズ
- LG電子
- NEC - LaVie Zシリーズ、LaVie Xシリーズ、LaVie Hybrid ZERO→LAVIE Hybrid ZEROシリーズ、VersaPro UltraLite
- サムスン電子 - ATIVシリーズ
- ソニー→VAIO - VAIO Tシリーズ、VAIO Duoシリーズ、VAIO Proシリーズ
- 東芝 - dynabook Rシリーズ、KIRA Vシリーズ、KIRA Lシリーズ
- マウスコンピューター - LuvBook Lシリーズ

## 日本での広告
Ultrabookでは過去最高額となる数億円規模のマーケティングキャンペーンが実施されている。

### テレビ広告
「ウルトラブック」にちなみ、虎のキャラクターを起用したテレビ広告を展開する。セントリーノでは鳥（セントリーノ）を起用したことに続き、動物キャラクターを起用している。

### 店頭展開
上記の虎のキャラクターを使用したPOPやポスターの他、店員のトレーニングプログラムや、家電量販店等へのUltrabook中心の展示コーナーの設置などを通して、ユーザーの認知度と理解度を高めていく方針である。また、パソコンメーカーと共同のプロモーションや発表会、イベント展示会も多数行われる予定である。